# Aek Banir
Aek Banir is een bestuurslaag in het regentschap Mandailing Natal van de provincie Noord-Sumatra, Indonesië. Aek Banir telt 2191 inwoners (volkstelling 2010).